# Farnadžom od Iberije
Farnadžom od Iberije (gruz. ფარნაჯომი, ფარნაჯობი; umro 90. godine pr. Kr.), bio je kralj Iberije od 109. do 90. pr. Kr., četvrti iz dinastije Farnavazida. Poznat je isključivo jer se nalazi na kraljevskom popisu iz srednjevjekovnih gruzijskih kronika.
Po smrti svog oca Mirijana I., naslijedio ga je na prijestolju 109. godine pr. Kr. Izvještava se da je na iberijskom poganskom panteonu, dodao još jednog idola, boga Zadena, te da je sagradio tvđavu za njegov smještaj. Kaže se da je njegova politika uvoza strane religije izazvala opći ustanak. Kronika dalje opisuje veliku bitku između Farnadžoma i njegovih plemića, u kojoj je kralj poražen i ubijen, a kruna je predana njegovom nećaku Aršaku I., sinu armenskog kralja, saveznika pobunjenika. Farnadžomov sin Mirijan preživio je, odveden je i odgajan na partskom dvoru. 